# Carolina d'Orange-Nassau

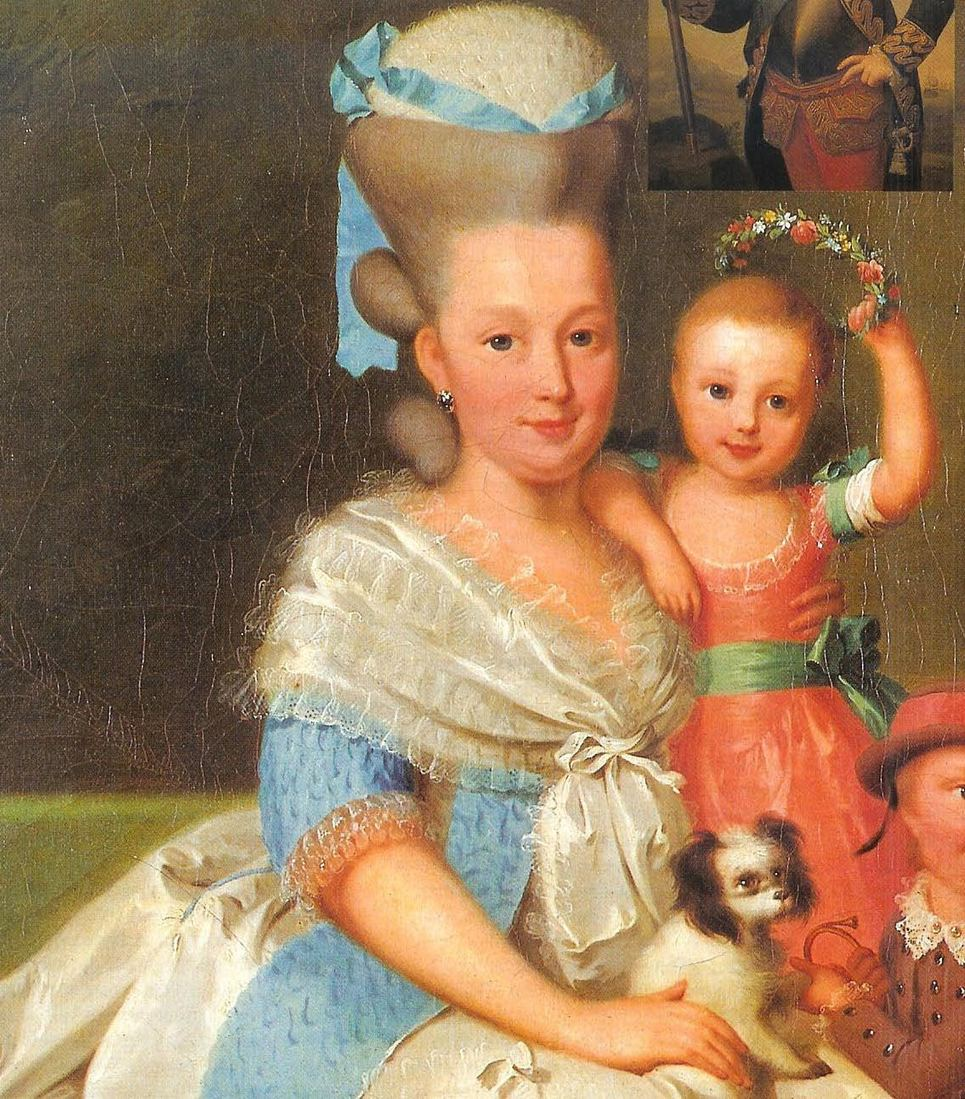

Princesa Carolina d'Orange Nassau-Dietz, Princesa de Nassau-Weilburg va néixer el 28 de febrer de 1743 a Ljouwert, als Països Baixos, i va morir el 6 de maig de 1787 a la ciutat alemanya de Kirchheimbolanden. Era filla del príncep Guillem IV d'Orange i de la princesa Anna del Regne Unit. Els seus avis materns eren el rei Jordi II del Regne Unit i la reina Carolina de Brandenburg-Ansbach.

## Regent
El pare de la princesa Carolina va morir el 1751 quan ella tenia vuit anys i el seu germà Guillem, que havia de ser l'hereu, només en tenia tres. Aleshores la seva mare va assumir la regència, però va morir el 1759, de manera que es va nomenar com a regent la seva àvia paterna, Maria Lluïsa de Hessen-Kassel, que va morir el 1765. Atès que el germà de Carolina, Guillem V, tenia tan sols disset anys, aquesta va ser nomenada princesa regent fins al 1766, en què el príncep Guillem va complir els divuit anys.

## Matrimoni i fills
El 5 de març de 1760, la princesa Carolina es va casar a La Haia amb el duc Carles Cristià de Nassau-Weilburg (1735-1788), fill de Carles August de Nassau-Weilburg i de Frederica Augusta de Nassau-Idstein. El matrimoni va tenir quinze fills:
- Jordi Guillem de Nassau-Weilburg (La Haia, 18 de desembre de 1760 - Huis Honselaarsdijk, 27 de maig de 1762)
- Guillem Lluís de Nassau-Weilburg (La Haia, 12 de desembre de 1761 - Kirchheim, 16 d'abril de 1770)
- Augusta Carolina de Nassau-Weilburg (La Haia, 5 de febrer de 1764 - Weilburg, 25 de gener de 1802)
- Guillema Lluïsa de Nassau-Weilburg (La Haia, 28 de setembre de 1765 - Greiz, 10 d'octubre de 1837), casada a Kirchheim el 9 de gener de 1786 amb Heinrich XIII Fürst Reuss zu Greiz, (Greiz, 16 de febrer de 1747 - Greiz, 29 de gener de 1817)
- Filla nascuda morta (21 d'octubre de 1767)
- Frederic Guillem, Duc de Nassau (La Haia, 25 d'octubre de 1768 - Weilburg, 9 de gener de 1816), casat amb Lluïsa Isabel de Kirchberg
- Carolina Lluïsa de Nassau-Weilburg (Kirchheim, 14 de febrer de 1770 - Wiesbaden, 8 de juliol de 1828), casada a Kirchheim el 4 de setembre de 1787 amb Carles Lluïs de Wied (Dierdorf, 9 de setembre de 1763 - Dierdorf, 9 de març de 1824)
- Carles Lluís de Nassau-Weilburg (Kirchheim, 19 de juliol de 1772 - Kirchheim, 27 de juliol de 1772)
- Carles Guillem de Nassau-Weilburg (Kirchheim, 1 de maig de 1775 - Weilburg, 11 de maig de 1807)
- Amàlia Carlota de Nassau-Weilburg (Kirchheim, 7 d'agost de 1776 - Schaumburg, 19 de febrer de 1841), casada en primer lloc a Weilburg el 29 d'octubre de 1793 amb el príncep Victor II d'Anhalt-Bernburg-Schaumburg-Hoym, i en segones núpcies a Schaumburg el 15 de febrer de 1813 amb Frederic de Stein-Liebenstein zu Barchfeld.
- Enriqueta de Nassau-Weilburg (22 d'abril de 1780 - 2 de gener de 1857), casada amb el duc Lluís de Württemberg, segon fill del duc Frederic II Eugeni de Württemberg.
- Carles de Nassau-Weilburg (1784, mort poc després de néixer)
- Tres fills més també nascuts morts (1778, 1779, 1785)